# Chiesa di Maria Santissima Annunziata di Loreto
La chiesa di Maria Santissima Annunziata di Loreto è un edificio religioso situato a Potenza, in via Caserma Lucania.

## Nome
La piccola chiesa è dedicata a Maria Santissima Annunziata di Loreto. Questa denominazione è da collegarsi con l'antico culto della Madonna di Loreto, in dialetto Madonna d'Lurita, molto diffuso nella zona, soprattutto fra i contadini di passaggio che si recavano al lavoro nei campi. Ad essa era dedicata la prima festa campestre dell'anno, il 25 marzo.

## Storia
La nascita storica della chiesa non è precisa, poiché non ci sono chiare fonti al riguardo. Alcune d'esse affermano però la presenza di una chiesa dedicata alla Madonna di Loreto già nel 1310. Quindi la costruzione della chiesa è da ricercare negli anni precedenti a questo periodo storico. Nel corso dei secoli la chiesa fu sottoposta a continui restauri e rifacimenti, dovuti in parte ai molti terremoti che colpirono la regione. L'edificio venne restaurato anche successivamente al terremoto dell'Irpinia del 1980.

## Architettura
Esternamente la chiesa presenta una copertura a capanna e un piccolo ingresso sovrastato da un grande oculo con una vetrata policroma. Alla sinistra della facciata principale si trova un basso campanile a base quadrata, che termina con una cuspide piramidale e presenta una bifora semi-circolare. Il campanile era inesistente agli inizi del 1900 e venne aggiunto solamente nel 1924. L'edificio ha anche un sagrato semi-circolare (unico elemento originario della chiesa assieme a una croce metallica) e una sagrestia.
Internamente l'edificio è molto spoglio, con un unico ambiente e un'unica navata. Internamente si trova un arco in conci di pietra calcarea, forse anch'esso appartenente alla struttura originaria.
L'unico opera artistica presenta al suo interno è un dipinto del 1824, realizzato dal pittore potentino Buonadonna, che raffigura l'Annunciazione.